# Сахалинска есетра
Сахалинската есетра (Acipenser mikadoi) е вид лъчеперка от семейство Есетрови (Acipenseridae). Видът е критично застрашен от изчезване.

## Разпространение
Разпространен е в Русия и Япония.

## Описание
На дължина достигат до 1,5 m.
Популацията им е намаляваща.